# Abrégé de littérature potentielle

L'Abrégé de littérature potentielle est un petit volume de la collection Mille et une nuits, publié en 2002, présentant avec simplicité quelques contraintes de l'Ouvroir de littérature potentielle (Oulipo). Destiné avant tout au monde enseignant et étudiant, il ne se substitue pas aux volumes de la bibliothèque oulipienne, ni aux autres ouvrages de l'Oulipo.